# Seelotsgesetz
Das Seelotsgesetz (SeeLG) ist Grundlage für die Ordnung und Verwaltung des Seelotswesens in Deutschland. 
Die Selbstverwaltung des Seelotswesens obliegt den Lotsenbrüderschaften. Die Seelotsen, die ihre Tätigkeit als freien Beruf ausüben, sind Mitglieder der Brüderschaften ihres Reviers. Die Seelotsenbrüderschaften zusammen bilden die Bundeslotsenkammer.

## Inhalt des Seelotsgesetzes
Im Seelotsgesetz ist u. a. geregelt:
- Allgemeine Bestimmungen mit Definition Berufsbild Lotse, und Zuständigkeiten
- Ordnung der Seelotsreviere
- Bestallung der Seelotsen
- Rechtsstellung und Pflichten der Seelotsen
- Lotsenbrüderschaften
- Bundeslotsenkammer
- Aufsichtsmaßnahmen
- Lotstarife